# Pedrinho
Pedro Victor Delmino da Silva (Maceió, 13 april 1998) – beter bekend als Pedrinho – is een Braziliaans voetballer die doorgaans speelt als middenvelder. In juli 2021 verruilde hij Benfica voor Sjachtar Donetsk.

## Clubcarrière
Pedrinho werd in 2013 opgenomen in de jeugdopleiding van Corinthians. Zijn debuut in het eerste elftal maakte de middenvelder op 19 maart 2017, toen met 1–0 verloren werd van Ferroviária. Tijdens deze wedstrijd mocht hij na zevenenzestig minuten invallen voor Gabriel. Op 27 juli 2017 maakte Pedrinho zijn eerste professionele doelpunt, tijdens een wedstrijd in de Copa Sudamericana tegen Patriotas Boyacá. Nadat Fabián Balbuena had gezorgd voor de openingstreffer verdubbelde Pedrinho in de blessuretijd van de tweede helft de voorsprong, na een lange bal van doelman Cássio Ramos. Bij 2–0 zou het ook blijven.
In de zomer van 2020 werd Pedrinho voor een bedrag van circa achttien miljoen euro overgenomen door Benfica, waar hij zijn handtekening zette onder een verbintenis voor de duur van vijf seizoenen. Na een jaar in Lissabon werd de Braziliaan voor hetzelfde bedrag als de aankoop weer verkocht; hij ging spelen voor Sjachtar Donetsk en tekende voor vier jaar bij de Oekraïense club. Vanwege de Russische invasie van Oekraïne in 2022 werd Pedrinho in de zomer van dat jaar verhuurd. Hij ging een jaar in zijn vaderland bij Atlético Mineiro spelen. Deze verhuurperiode werd in juni 2023 verlengd tot het einde van het kalenderjaar. Na zijn terugkeer in de zomer van 2024 kwam Pedrinho meer aan spelen toe bij Sjachtar en zijn contract werd in oktober van dat jaar opengebroken en verlengd tot medio 2029.

## Clubstatistieken
| Seizoen | Club               | Competitie    | Competitie | Competitie | Beker | Beker | Internationaal | Internationaal | Overig | Overig | Totaal | Totaal |
| Seizoen | Club               | Competitie    | Wed.       | Dlp.       | Wed.  | Dlp.  | Wed.           | Dlp.           | Wed.   | Dlp.   | Wed.   | Dlp.   |
| ------- | ------------------ | ------------- | ---------- | ---------- | ----- | ----- | -------------- | -------------- | ------ | ------ | ------ | ------ |
| 2017    | Corinthians        | Série A       | 12         | 0          | 0     | 0     | 2              | 1              | 6      | 0      | 20     | 1      |
| 2018    | Corinthians        | Série A       | 35         | 0          | 5     | 1     | 6              | 0              | 7      | 1      | 53     | 2      |
| 2019    | Corinthians        | Série A       | 28         | 5          | 4     | 0     | 8              | 2              | 17     | 0      | 57     | 7      |
| 2020    | Corinthians        | Série A       | 0          | 0          | 0     | 0     | 1              | 0              | 3      | 0      | 4      | 0      |
| 2020/21 | Benfica            | Primeira Liga | 19         | 0          | 7     | 1     | 5              | 0              | —      | —      | 31     | 1      |
| 2021/22 | Sjachtar Donetsk   | Premjer Liha  | 11         | 3          | 1     | 0     | 7              | 1              | —      | —      | 19     | 4      |
| 2022    | → Atlético Mineiro | Série A       | 7          | 0          | 0     | 0     | 1              | 0              | 0      | 0      | 8      | 0      |
| 2023    | → Atlético Mineiro | Série A       | 15         | 0          | 1     | 0     | 7              | 0              | 11     | 0      | 34     | 0      |
| 2024    | → Atlético Mineiro | Série A       | 8          | 0          | 1     | 0     | 3              | 2              | 4      | 0      | 16     | 2      |
| 2024/25 | Sjachtar Donetsk   | Premjer Liha  | 9          | 1          | 0     | 0     | 1              | 0              | —      | —      | 10     | 1      |
| Totaal  | Totaal             | Totaal        | 144        | 9          | 19    | 2     | 41             | 6              | 48     | 1      | 252    | 18     |

Bijgewerkt op 24 oktober 2024.

## Erelijst
| Competitie             |             |                  |             |             |
| Competitie             | Aantal      | Jaren            |             |             |
| Corinthians            | Corinthians | Corinthians      | Corinthians | Corinthians |
| ---------------------- | ----------- | ---------------- | ----------- | ----------- |
| Série A                | 1           | 2017             |             |             |
| Campeonato Paulista    | 3           | 2017, 2018, 2019 |             |             |
| Sjachtar Donetsk       |             |                  |             |             |
| Soeperkoebok Oekrajiny | 1           | 2021             |             |             |